# Plan Polmar
 (janvier 2019).
Si vous disposez d'ouvrages ou d'articles de référence ou si vous connaissez des sites web de qualité traitant du thème abordé ici, merci de compléter l'article en donnant les références utiles à sa vérifiabilité et en les liant à la section « Notes et références ».
 (janvier 2019).
Le plan Polmar (mot-valise pour « pollution maritime ») est un plan d'intervention spécialisé français qui est déclenché en cas de pollution maritime accidentelle. Il sert à coordonner le personnel et à mobiliser les moyens de lutte.
Le plan Polmar comprend un volet marin et un volet terrestre :
- Le plan Polmar Mer est déclenché par les préfets maritimes lorsqu’une intervention en mer est nécessaire.
- Le plan Polmar Terre est déclenché par les préfets des départements concernés par la pollution, en lien avec les directions départementales des territoires et de la mer (DDTM), lorsque la pollution atteint les côtes. Lorsqu'une coordination est nécessaire, elle est pilotée par les préfets de zone de défense.

En réponse à un sinistre, des experts désignés aident les préfets concernés à prendre une décision la plus consensuelle possible, entre ce qui est économiquement, politiquement, écologiquement acceptable et techniquement possible en tenant compte du contexte (saison/météo, polluant, usage, etc.).
Par leurs mises à jour, les plans Polmar évoluent selon la législation, l'évolution des connaissances, et les retours d’expérience d’accidents. Les naufrages de l'Erika et du Prestige ont notamment montré le besoin d’une meilleure prise en compte de la vulnérabilité de l’environnement, de l’expertise écologique, de l’évaluation des impacts, ainsi qu'un besoin d'amélioration continue des protocoles, produits et matériels de nettoyage/restauration.
Des plans d'intervention similaires sont organisés en commun entre la France et les États limitrophes pour coordonner leurs opérations de prévention et de lutte contre les pollutions en mer (le "Manche Plan" signé le 15 mai 1978 avec le Royaume-Uni, le "Biscaye Plan" signé le 25 novembre 1999 avec l'Espagne pour la côte atlantique ou le plan RAMOGEPOL signé le 11 janvier 2005 avec Monaco et l'Italie).

## Éléments historiques
La marée noire du Torrey Canyon survenue en 1967 montre que les différentes administrations françaises concernées sont mal organisées pour faire face à la pollution maritime. Le plan Polmar est donc imaginé en 1970 comme une déclinaison du plan ORSEC pour pallier ces manques. Entre 1970 et 1976, les plans départementaux Polmar sont élaborés. Les déversements pétroliers de l'Olympic Bravery le 20 janvier 1976 et du Boehlen le 15 octobre 1976 mettent en relief la relative inefficacité du plan (processus de décision complexe, manque d'exercices de lutte contre les pollutions...). Un effort de réflexion est donc entrepris au sein du GICAMA (groupe interministériel de coordination des actions en mer des administrations) qui propose une réforme du plan Polmar, laquelle débute en mai 1977. Cette réforme est encore en gestation lors de la catastrophe de l’Amoco Cadiz en mars 1978, et ne sera pleinement effective qu'en fin d'année 1978.De 1999 à 2003, l’organisation POLMAR montre ses limites, notamment lors du naufrage de l’Erika le 12 décembre 1999 et lors de la gestion de la pollution du Prestige au cours de l'année 2003.

## Ressources essentielles du plan Polmar
- Des dispositions spécifiques des plans ORSEC départementaux. Ces dispositions sont mis à jour lorsque nécessaire par un arrêté préfectoral, mais au moins une fois tous les 5 ans. Ces plans doivent prévoir les accidents maritimes, comme les pollutions marines accidentelles d'origine tellurique (ports, estuaires, centrales nucléaires, écluses, etc...) qui doivent par exemple pouvoir être barrés par des barrages filtrants et faire l'objet d'interventions rapides ;
- Des hommes préparés à intervenir. Bénéficiant d'une formation théorique, ils sont régulièrement soumis à des simulations d'incidents au cours desquelles le matériel de lutte est testé. Ils contribuent également à mettre au point et à réviser les plans d'intervention, et gère l'approvisionnement en produits et matériels ;
- Une chaîne hiérarchisée d'évaluation et de décision. Elle s’appuie sur un état-major départemental de lutte (CED en préfecture), un ou plusieurs PC opérationnels avancés, des PC de secteurs et des PC de chantier ;
- Un réseau d'experts mobilisables pour les opérations de lutte ;
- Quatorze centres de stockage et d’intervention, à savoir huit centres en France métropolitaine (Dunkerque, Le Havre, Brest, Saint-Nazaire, Le Verdon, Sète, Marseille, Ajaccio et Paris) et six centres en outre-mer. Ces centres entreposent et entretiennent le matériel qui est mis à la disposition des préfets en cas de besoin. On peut citer par exemple: barrages flottants, rouleaux ou matériaux adsorbants nécessaires aux écrémeurs et aux barges récupératrices (pour récupérer du fioul à la surface de l’eau), réservoirs souples (flottants et terrestres), pompes, matériel de nettoyage des plages (matériel de raclage et cribleuses), matériel de nettoyage des rochers (nettoyeurs haute-pression), containers (route/avion), centrales hydrauliques, groupe électrogène, moyens de communication, tentes et abris de chantier, etc.
- Harmonisation des plans, procédures, terminologies, symbolique en cartographie, etc. et partage de l'information et de l'expertise, pour une meilleure cohérence nationale en cas de déclenchement simultané de plusieurs plans d’urgence Mer/Terre ou Terre/Terre

### Activation du Polmar Terre
(septembre 2023).
La circulaire du Premier Ministre du 17 décembre 1997 prévoit deux possibilités :
- En cas de pollution de faible ou moyenne ampleur :
  - pas de déclenchement du Polmar Terre ;
  - responsabilité communale ;
  - plan communal de sauvegarde ;
  - convention possible, pour mise à disposition du matériel des centres de stockage et d'intervention.
- En cas de pollution d'ampleur exceptionnelle, ou dès que la pollution touche plusieurs communes :
  - déclenchement du Polmar Terre ;
  - responsabilité du Préfet de département, du préfet de la zone de défense ;
  - tous les moyens disponibles sont mobilisés ;
  - utilisation possible du Fonds d'intervention Polmar.

Les collectivités locales doivent accompagner l'action de l'État, avec leurs moyens propres disponibles.

## L'alerte
Une fois la première alerte donnée, une évaluation du sinistre est réalisée afin d'évaluer le niveau de gravité et de déclencher un plan proportionné.

## Préparation matérielle du plan
La préparation, incluant la mise en place des moyens techniques et financiers et la qualification du personnel, est confiée au ministère chargé de l’Écologie. Les DREAL s'occupent des aspects environnementaux.

## Aspects environnementaux et sanitaires
Ce sont des aspects plus récemment développés, au cours des mises à jour, incluant :
- cartographies (dites Atlas Polmar) des sites sensibles, par type de vulnérabilité ;
- cartographie des sites susceptibles de recevoir les déchets du nettoyage en attente de leur traitement ;
- plan de gestion des matériaux dangereux, pollués et/ou polluants ;
- plans de secours à la faune (oiseaux et mammifères marins essentiellement, avec l'aide d'ONG environnementales) ;
- amélioration des procédures de lutte à l’interface terre/mer et de nettoyage du littoral (ex : récupération et épuration des effluents de lavage ou décontamination) ;
- organisation de l'expertise locale ;
- préparation des échantillonnage et protocoles d'analyse, intégrant mieux le suivi environnemental et sanitaire, etc.

Un des objectifs est que l'exportation et le nettoyage des polluants et matériaux pollués (sables, sédiments, laisses de mer) ne génèrent pas plus d'impacts que si l'on n'avait rien fait, ni ne se traduise par une pollution différée. 
Une bonne évaluation des impacts permet de réserver les moyens lourds aux cas où ils sont nécessaires, et d'utiliser des moyens légers et adaptés (pneus basse-pression, insonorisation, etc.) quand on le peut. Les déplacements (véhicules et personnel) doivent être canalisés en tenant compte de la vulnérabilité des sites, et des besoins et de la faune et de la flore. Le tout vise une meilleure résilience écologique des écosystèmes pollués, mais aussi de ceux indirectement touchés par la dépollution (pistes, sites de stockage et traitement sur les plages, dunes, estuaires, zones arrière littorales, etc.)
Il faut noter que depuis peu, les bénévoles sont interdits[réf. souhaitée]. En effet, malgré leur bonne volonté, ces personnes ne sont pas formées au ramassage d'hydrocarbures lourds et ne disposent pas d'un suivi médical. Seules les personnes habilitées au ramassage sont donc admises, vêtues d'habits de protection adéquats[réf. souhaitée].

## Contributeurs et experts
Le centre de documentation de recherche et d'expérimentation sur les pollutions accidentelles des eaux (CEDRE) est l'organisme expert en matière de lutte contre la pollution marine en France. L’association Cedre est mise en place début 1979 à Brest, afin de remplir une mission de service public au profit de l’État et des collectivités et de capitaliser la connaissance sur les pollutions accidentelles des eaux. Le Cedre est constitué d’un centre de documentation, d’un centre de recherche, d’une plateforme d’expérimentation, d’un laboratoire et d’un centre de formation professionnelle, de planification et d’audit. Expert en pollution accidentelle des eaux reconnu tant au niveau national qu’international, sa mission de conseil et d’expertise englobe aussi bien les eaux marines que les eaux intérieures, les pollutions par hydrocarbures, produits chimiques et déchets aquatiques. 
Au niveau départemental, sous l'autorité de la préfecture, la Direction départementale des territoires et de la mer (DDTM) organise les moyens de lutte et la prévention prévue par le dispositif Polmar Terre.
Le CEREMA (centre d'études et d'expertise sur les risques, l'environnement, la mobilité et l'aménagement) conseille et centralise les achats de matériel, gère les pièces détachées et consommables et accompagne la formation des personnels, avec des exercices de simulation.
Des experts associés sont réunis en un comité national et en groupe départementaux et « cellule locale de suivi technique et environnemental ». 
Ils appartiennent par exemple aux DDTM (directions départementales des territoires et de la mer), DIRM (directions interrégionales de la mer), DREAL (directions régionales de l'environnement, de l'aménagement et du logement), CEDRE, CEREMA (centre d'études et d'expertise sur les risques, l'environnement, la mobilité et l'aménagement), DDASS, IFREMER, SHOM, SDIS (chimiste, pharmacien de la CMIC), Météo-France, laboratoires, etc. désignés par le préfet ou le DOL, à disposition du préfet.
Ils doivent estimer le niveau de risque, prévoir ou évaluer l'évolution de la pollution (modélisation des courants, panaches et/ou dérives de nappe de pollutions, ou d'objets flottants, en suspension. Ils doivent évaluer les propriétés et impacts potentiels ou avérés des polluants et évaluer certaines conséquences économiques et environnementales (sur la pêche et la conchyliculture ou le tourisme notamment) ; ceci afin d'optimiser la lutte par une bonne connaissance du risque et par une meilleure prise en compte de la situation et des conditions locales. 
Ils peuvent aussi proposer au préfet de nouveaux protocoles ou procédés, des essais de nouveaux matériels ou produits leur semblant pertinents du point de vue sanitaire ou environnemental ou de la sécurité.